# Gregorio Paltrinieri
Gregorio Paltrinieri (Carpi, 5 de setembro de 1994) é um nadador italiano.

## Carreira

### Rio 2016
Paltrinieri competiu nos Jogos Olímpicos de 2016 conquistando a medalha de ouro nos 1500 m livre.

### 2022

#### Campeonato Mundial de Esportes Aquáticos
Em 25 de junho, obteve o ouro e estabeleceu o novo recorde europeu nos 1500 metros livre da natação com o tempo de 14 minutos, 16 segundos e 80 centésimos. Nos dias seguintes, ganhou três medalhas na maratona aquática: um bronze por equipes ao lado de Domenico Acerenza, Ginevra Taddeucci e Giulia Gabbrielleschi, uma prata nos cinco quilômetros e um ouro nos 10 km.

#### Campeonato Mundial de Piscina Curta
Em 13 de dezembro, conquistou o título dos 1500 metros livre com a marca de 14min16s88cs. Quatro dias depois, obteve o ouro no 800 m livre.